# Repenomamus
Repenomamus es un género extinto de mamíferos triconodontos. Es el mamífero más grande del período Cretácico, y el único que se conoce que depredó a dinosaurios.
Los miembros de este género fueron plantígrados, la cual es una postura de la pata no asociada con correr rápidamente para cazar presas. También, las patas fueron relativamente cortas comparadas con el cuerpo. En muchas características, su forma corporal recuerda al moderno demonio de Tasmania (Sarcophilus harrisii).
Fueron probablemente carnívoros y, a diferencia de otros mamíferos del Mesozoico, probablemente se alimentaba de dinosaurios. Un espécimen de R. robustus fue descubierto a un joven Psittacosaurus en su estómago. La forma de los dientes del Repenomamus también se ajusta a la hipótesis de que fue carnívoro.

## Descubrimiento

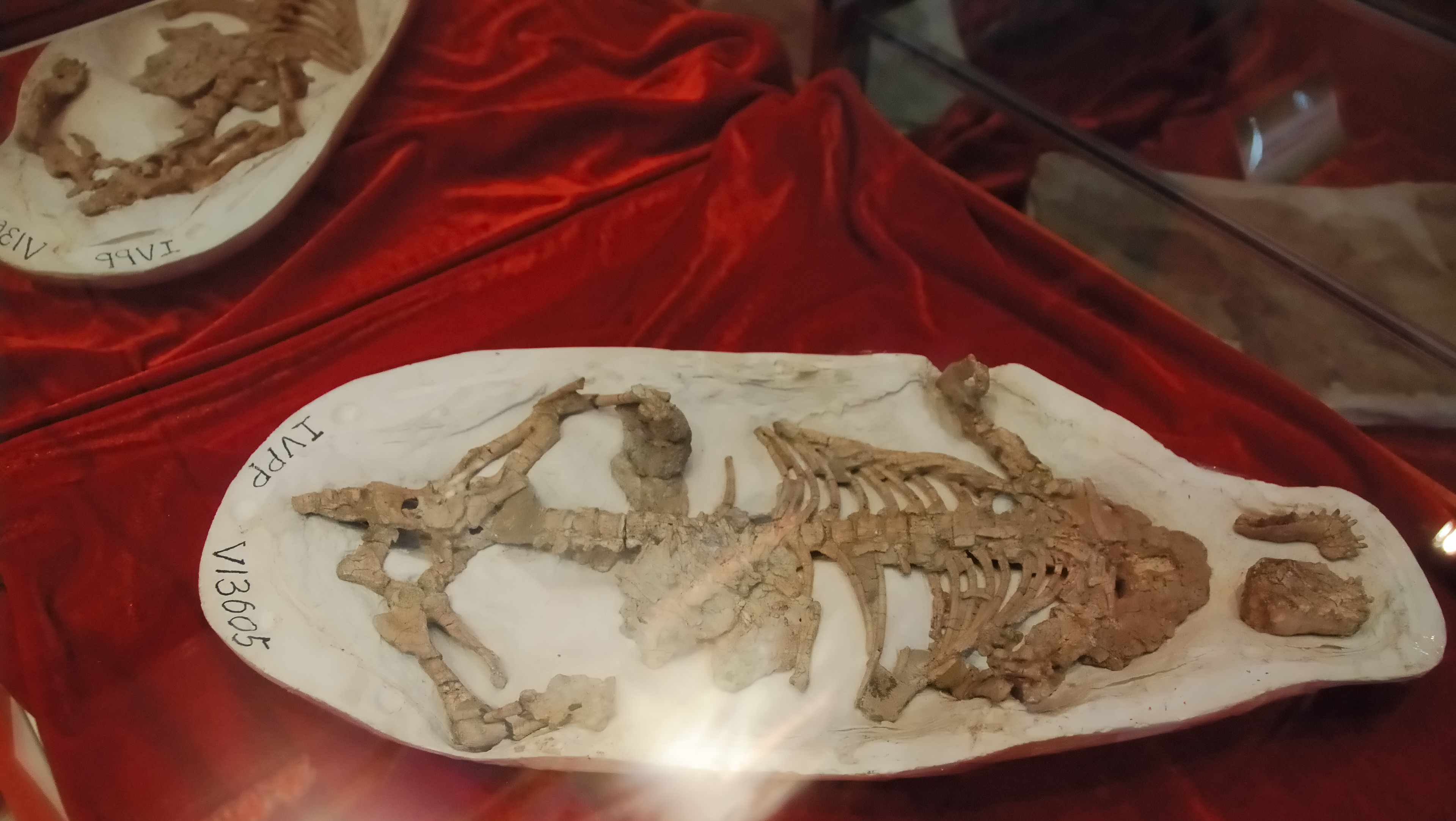
Espécimen de R. robustus con los restos de un Psittacosaurus en su estómago

Los fósiles fueron obtenidos de la lagerstätte en la formación Yixian en la provincia China de Liaoning, la cual es reconocida por su fósiles muy bien conservados de dinosaurios con plumas. Los restos fueron fechados, hace 130 millones de años, durante el periodo Cretácico inferior.

## Clasificación

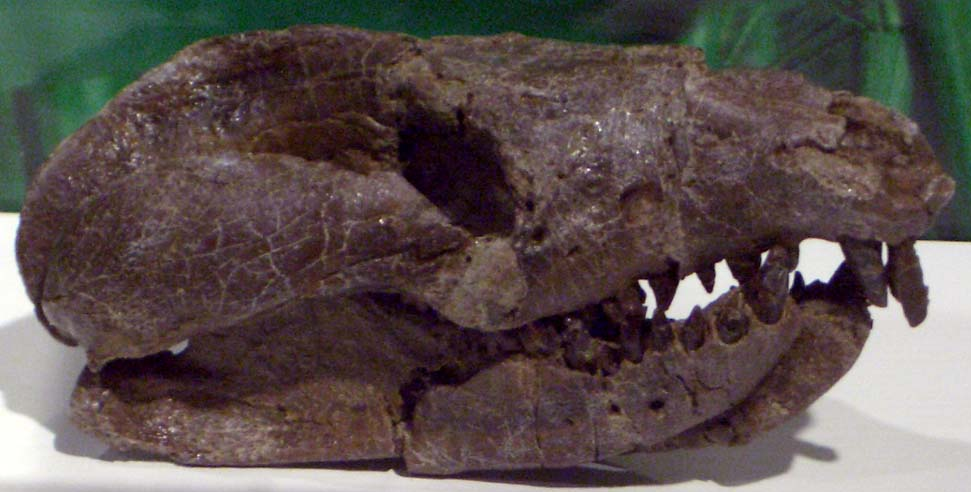
Cráneo de Repenomamus giganticus

Repenomamus es un género de triconodontos, un grupo de mamíferos  primitivos sin descendientes modernos. R. robustus fue descrito por Wang y Li en 2000, y R. giganticus fue descrito por Hu, Meng, Wang y Li en 2005. Las dos especies conocidas, son los únicos miembros de la familia Repenomamidae, la cual fue descrita en la misma publicación en 2000. En ocasiones es clasificado como miembro de la familia Gobiconodontidae; sin embargo esta asignación es controvertida.

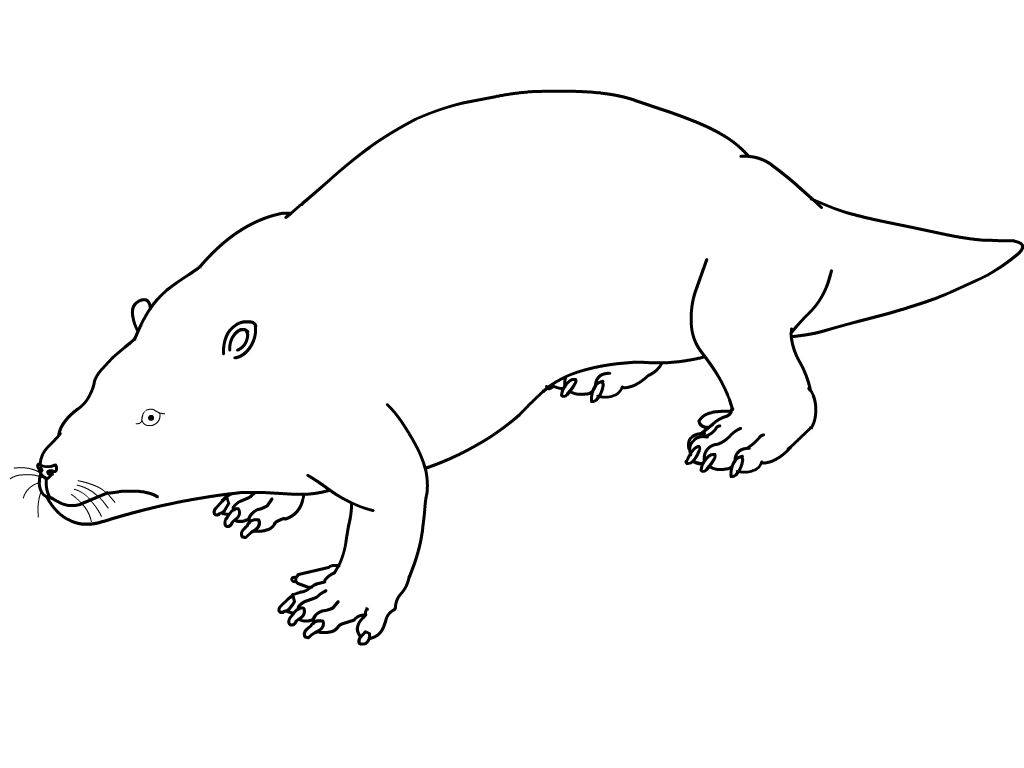
Recreación artística.

## Tamaño
La especie más grande, R. giganticus, es el mamífero más grande conocido del período Cretácico. Algunos animales como el primitivo platípodo Kollikodon, pudieron ser aun mayores, pero solo se conocen fragmentos pequeños, por lo cual su tamaño es desconocido. R. giganticus tenía más 1,2 m de longitud y podía pesar unos 25 kg. Su cráneo medía 18 cm de largo, su cuerpo 64 cm y la parte preservada de la cola 42 cm. La otra especie, R. robustus, tenía menos de 70 cm de longitud y pesaba unos 9 kg. Estos hallazgos son considerado de importancia, debido a la expansión del nicho ecológico que se creía no habitado por los mamíferos en los 150 millones de años de reinado de los dinosaurios. Anteriormente, los mamíferos conocidos de este periodo, eran pequeños insectívoros nocturnos, similares a las musarañas modernas. Se había asumido que los nichos de los animales mayores de un metro de longitud, estaban ocupados por dinosaurios, y otros reptiles como cocodrilos; y que fueron ocupados por los mamíferos hasta después de la Extinción masiva del Cretácico-Terciario que eliminó los dinosaurios y permitió la diversificación de los mamíferos durante el Cenozoico. Repenomamus desmiente esa suposición.
R. giganticus es más grande que algunos dinosaurios con plumas provenientes de la misma formación en China, que incluyen a Sinornithosaurus, Caudipteryx y Mei.